# Associazione Sportiva Reggina 1961-1962
Questa pagina raccoglie i dati riguardanti l'Associazione Sportiva Reggina nella stagione 1961-1962.

## Stagione
La squadra, allenata prima da Arnaldo Sentimenti (alla sua seconda stagione) e successivamente da Carlo Rigotti, ha concluso la stagione in ottava posizione, nel girone C di Serie C.

## Rosa
| N. |                           | Ruolo | Calciatore             |
| -- | ------------------------- | ----- | ---------------------- |
| -  | Italia (bandiera)         | P     | Karlo "Bezik" Gergolet |
| -  | Italia (bandiera)         | P     | Sergio Morselli        |
| -  | Italia (bandiera)         | D     | Amedeo Marin           |
| -  | Italia (bandiera)         | D     | Ettore Campanini       |
| -  | non conosciuta (bandiera) | D     | Giorgio Oblach         |
| -  | Italia (bandiera)         | C     | Alberto Gatto          |
| -  | Italia (bandiera)         | C     | Antonio Buccione       |
| -  | Italia (bandiera)         | D     | Antonio Bumbaca        |
| -  | Italia (bandiera)         | C     | Giuseppe Mastrototaro  |

| N. |                   | Ruolo | Calciatore          |
| -- | ----------------- | ----- | ------------------- |
| -  | Italia (bandiera) | A     | Ruggiero Ronzulli   |
| -  | Italia (bandiera) | C     | Romolo La Valle     |
| -  | Italia (bandiera) | C     | Nazareno Dal Balcon |
| -  | Italia (bandiera) | C     | Armando Cavazzuti   |
| -  | Italia (bandiera) | C     | Aldo Smeriglio      |
| 11 | Italia (bandiera) | A     | Ottavio Venturello  |
| -  | Italia (bandiera) | D     | Luciano Gallusi     |
| -  | Italia (bandiera) | A     | Mario Pistacchi     |
| -  | Italia (bandiera) | D     | Antonello Hellies   |

## Piazzamenti
- Serie C: 8º posto nel girone C.